# Alain Lévy
Alain Lévy, né le 14 juillet 1949 à Casablanca (Maroc), lauréat de médecine à Strasbourg, est un bridgeur français licencié au Bridge Club Saint Honoré et vivant à Paris.

## Palmarès
- Grand Maître mondial W.B.F. ;
- Champion du monde par équipes (Coupe des Bermudes) en 1997 (Hammamet) ;
- Deux Olympiades mondiales par équipes, en 1992 (Salsomaggiore) et 1996 (Rhodes) ;
- Champion d'Europe par paires en 1999 (Varsovie) ;
- Championnat par équipes du MEC en 1985 (Bordeaux) et 1991 (Voliuagmeni) ;
- Coupe des Nations en 1998 ;
- Tournoi international de Biarritz: par paires 1 fois, et par paires mixtes 2 fois consécutivement ;
- 3e des championnats d'Europe par équipes en 1981 (Birmingham) ;
- 3e du championnat par équipes du MEC en 1987 (Fauquemont).

## Vie personnelle
Alain Lévy a épousé Anne-Frédérique Favas, championne internationale de bridge.
Anne-Frédérique est la sœur de la championne de bridge Véronique Bessis qui elle-même a épousé le champion Michel Bessis.
Alain Lévy est aussi un excellent joueur de tennis, de golf et de bowling.

## Publications
- Carnets Top Bridge no 1 Les Chelem, avec Philippe Cronier et Nicolas Déchelette, Ed. Le Bridgeur
- Carnets Top Bridge no 2- Flanc à l'atout, avec Philippe Cronier et Nicolas Déchelette, Ed. Le Bridgeur
- La logique de l'entame, Ed. Le Bridgeur